# Gonatocerus delhiensis
Gonatocerus delhiensis är en stekelart som först beskrevs av Narayanan och Subba Rao 1961.  Gonatocerus delhiensis ingår i släktet Gonatocerus och familjen dvärgsteklar. Inga underarter finns listade i Catalogue of Life.